# (4478) Blanco
(4478) Blanco es un asteroide perteneciente al cinturón de asteroides, descubierto el 23 de abril de 1984 por Walter Ferreri y el también astrónomo Vincenzo Zappalà desde el Observatorio de La Silla, Chile.

## Designación y nombre
Designado provisionalmente como 1984 HG1. Fue nombrado Blanco en homenaje al profesor de astronomía "Carlo Blanco".

## Características orbitales
Blanco está situado a una distancia media del Sol de 2,248 ua, pudiendo alejarse hasta 2,550 ua y acercarse hasta 1,945 ua. Su excentricidad es 0,134 y la inclinación orbital 3,280 grados. Emplea 1231 días en completar una órbita alrededor del Sol.

## Características físicas
La magnitud absoluta de Blanco es 14,1. Tiene 3,71 km de diámetro y su albedo se estima en 0,354.